# هاروی مندل
هاروی مَندِل (به انگلیسی: Harvey Mandel) (زادهٔ ۱۱ مارس ۱۹۴۵) نوازندهٔ گیتار اهل آمریکایی است که برای روش‌های نوآورانه‌اش در نواختن گیتار الکتریک شناخته شده‌است. وبگاه آل‌میوزیک از او به عنوان یک گیتاریست خلاق سبک راک یاد کرده‌است که تاثیرهای عمده‌ای از جَز و بلوز گرفته‌است.
مندل قبل از آن‌که به انتشار آلبوم‌های شخصی بپردازد با هنرمندان و گروه‌هایی هم‌چون جان مایال، کَند هیت و رولینگ استونز همکاری‌هایی داشته‌است. او یکی از اولین گیتاریست‌های سبک راک است که تکنیک تَپینگ دودستی را روی دستهٔ گیتار اجرا کرده‌است.